# Grein
Grein est une commune autrichienne du district de Perg en Haute-Autriche sur la rive gauche du Danube.

## Histoire
Le Danube était à cet endroit de la Strudengau particulièrement dangereux. Les tourbillons et les remous étaient redoutés. On faisait appel à un pilote pour traverser les villages entre  Grein et Sankt Nikola.
La construction du barrage d'Ybbs-Persenbeug, achevé en 1959, sécurisa la navigation de ce passage rocheux.

## Culture et patrimoine
Le château de Greinburg est un des plus vieux châteaux d'Autriche construit entre 1491 et 1495.
On peut y voir une élégante cour intérieure style Renaissance à trois étages d'arcades.
Il abrite également un musée de la navigation en Haute-Autriche.
Depuis 1823 le château est la propriété de la famille Saxe-Cobourg et Gotha.

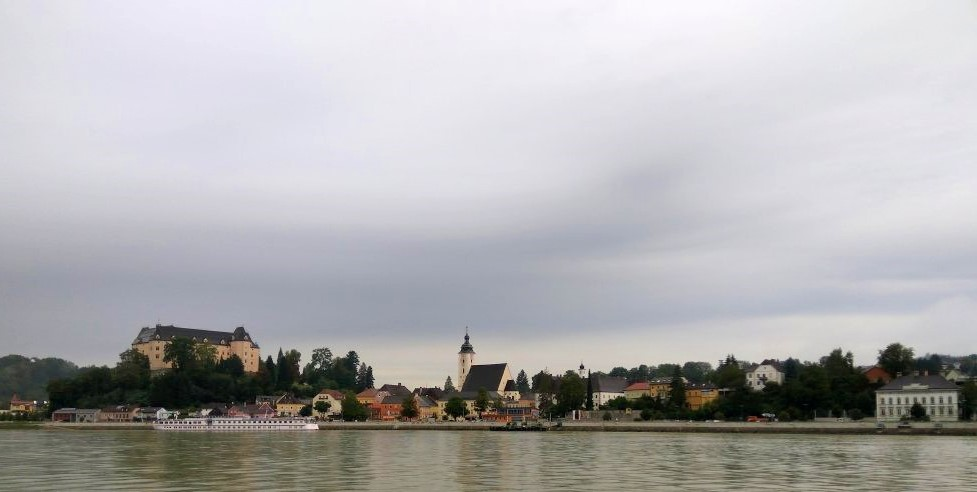
Grein

L'église paroissiale Saint-Gilles, de style gothique tardif, a conservé au maître-autel un retable du XVIIIe dû à Bartolomeo Altomonte.

Le théâtre de Grein. Construit en 1791, de style Rococo, c'est le plus ancien théâtre profane conservé dans son état d'origine de toute l'Autriche  
Le dossier des fauteuils d'orchestre est muni d'une serrure dé-verrouillable avec une clé. La clé était achetée avec l'abonnement et tenait de lieu de réservation.

Il comprend 163 places assises.

Pendant les guerres napoléoniennes, le  maréchal Édouard Mortier, devenu plus tard Duc de Trévise, visita le théâtre en 1805. À la suite de cette visite, une loge fut nommée, probablement indûment, « loge Napoléon ».

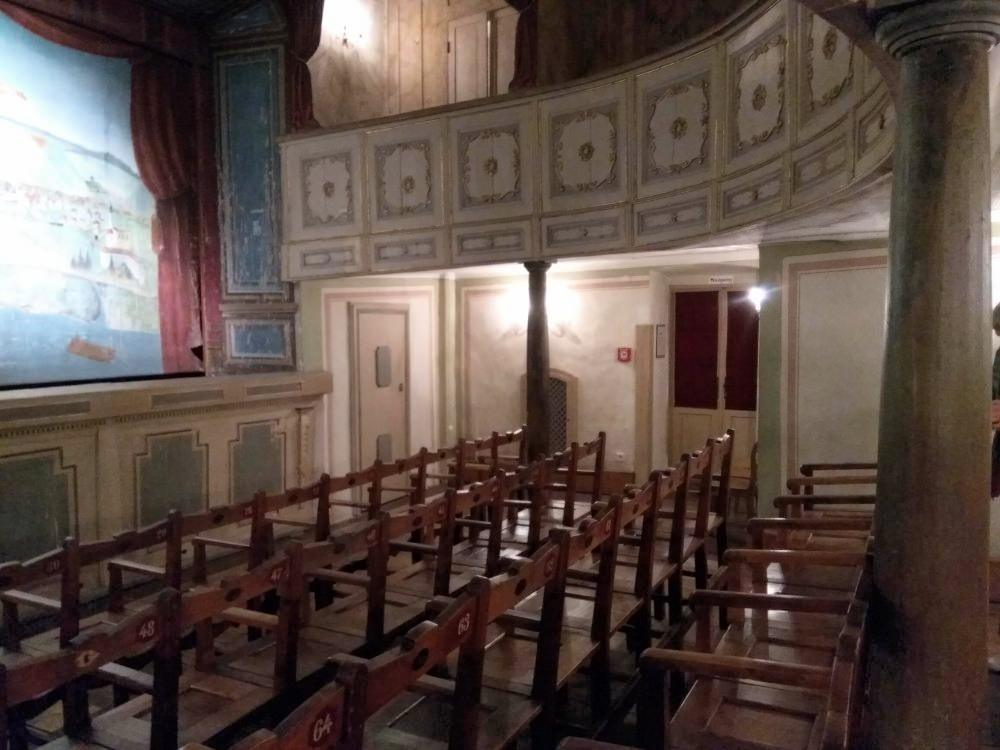
Grein. Théâtre